# Grímnismál

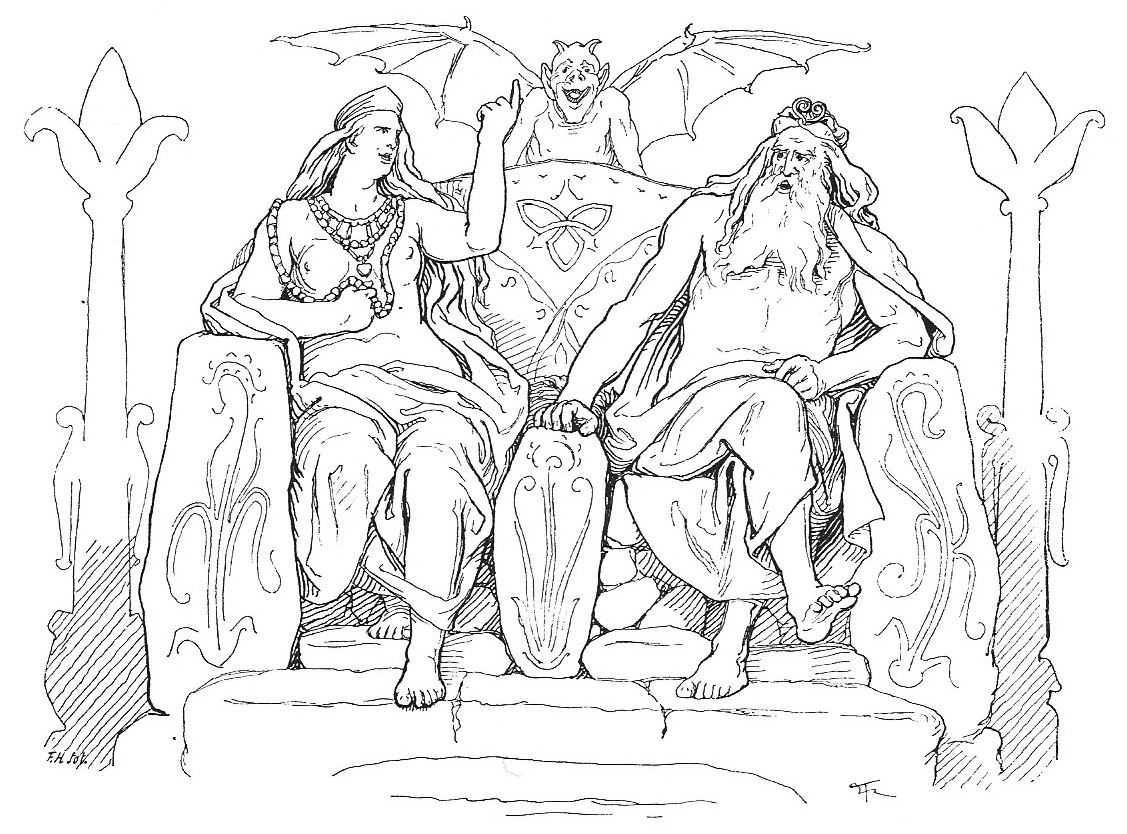
Frigg en Odin zitten in Hliðskjálf, 1895

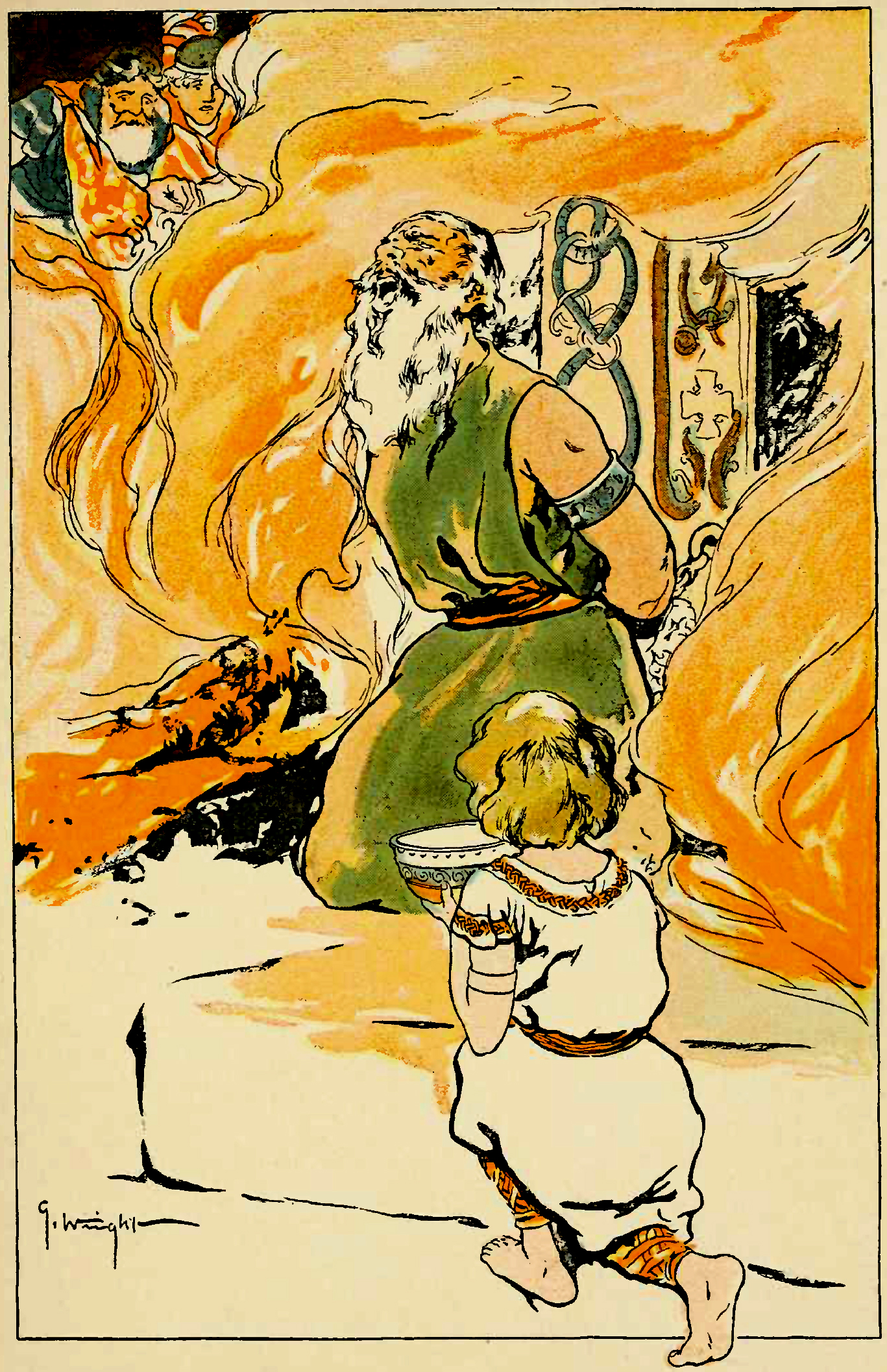
Grímnir en Agnar, Geirröds zoon 1908

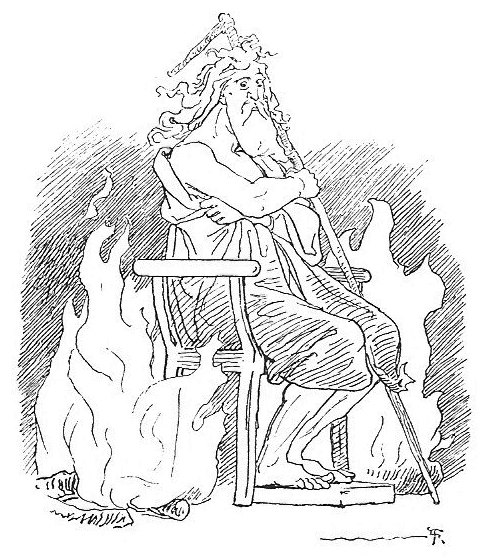
Odin als Grímnir

Grímnismál is in de Poëtische Edda het lied van Grímnir ("de Gemaskerde"), een gedicht van de Codex Regius. Het verhaalt over verscheidene aspecten van de Noordse mythologie en wordt verteld uit de mond van Grímnir. Grímnir wordt per ongeluk gemarteld door koning Geirrǫðr, een fatale fout, want Odin laat de koning vervolgens vallen... in zijn eigen zwaard.
Het epos komt over als een verzameling stanzas met mythische thema's die verder niet in onderling verband lijken te staan. Er zijn drie delen te onderscheiden: 
1. een prozaverhaal als omlijsting
2. het verhaal van Odins avontuur
3. de strofen met mythologische inhouden

De inleiding bevat:
- De sage van de twee broers die bij de Trol worden opgevoed (nog in de huidige Noordse volksoverlevering bekend).
- De sage van een magiër die in gevangenschap raakt, maar door zijn zoon wordt bevrijd.
- De mythe van de twist tussen Odin en Frigg (ook bij de Longobarden bekend).

Deze willekeurige samenstelling zou erop wijzen dat de inleiding niet vanouds bij het eigenlijke gedicht hoort.
De mythologische strofen zijn een overlevering van onderdelen van de voorchristelijke, Oudnoordse kosmogonie en kosmologie in meersoortige thema's:
- Godenwoningen (4-17)
- Namen van mythologische stromen (26-29)
- Namen van paarden, rijdieren der Asen (30)
- Korte beschrijving van de wereldboom Yggdrasill, zijn bewoners en hun functie (31-36)
- Godendrank (mede) waarvoor een ketel moest worden gehaald (gewonnen door de wijsheid van Odin) (34)
- Functies van Zon en Maan worden genoemd (37-38)
- en het gevaar, dat de hemellichten bedreigt, maar tegelijk hun beweging garandeert (39)
- Schepping van de wereld uit Ymirs gestalte is een thema (40-41)
- evenals een omvangrijke catalogus met namen van Odin (Oudnoords nafnþula (46-50), en met een onderbreking in stanza 54.

Waarschijnlijke inhoud van de mythische strofen is die van een sjamanenrite. Zoals Odin, geplaatst tussen twee vuren, door het oproepen van de mythische wereld in extase raakt en aldus de hele godenwereld aan zijn geestesoog voorbij ziet trekken. Aan het eind van het lied (46-50) worden zijn talrijke magisch geladen namen afgeroepen, waardoor het visioen wordt versterkt. Daardoor kan hij op magische wijze Geirrǫðr doden en zelf als overwinnaar tevoorschijn komen.

## Bron
- Edda